# Heliconia nutans
Heliconia nutans är en enhjärtbladig växtart som beskrevs av Robert Everard Woodson. Heliconia nutans ingår i släktet Heliconia och familjen Heliconiaceae. Inga underarter finns listade.